# Театральна (станція метро, Софія)
Театральна (болг. Театрална) — станція лінії М3 Софійського метрополітену. Була відкрита 26 серпня 2020 року у складі першої пускової дільниці Хаджі Димитар — Красне село.

## Опис
Станція розташована під рогом бул. «Євлогі» та бул. «Христо Георгієва», між і бул. «Янко Саказов» та вул. «Сілістра». Глибина закладення станції становить 14 м. Архітектор Костянтин Косів. Підлога платформ і вестибюля станції виконана з армованого світло-зеленого граніту, стіни оздоблені панелями з гофрованого листового металу з порошковим покриттям, а цоколі і вертикальні смуги між ними — світло і темно-зеленим гранітом. У холі встановлено панно з масками. Ідея його належить покійному скульптору Людмилу Боневу. На станції встановлено прозорі автоматичні платформні ворота заввишки 1,6 м з нержавіючими окантовками і 40-сантиметровими смугами з гладкої нержавіючої сталі внизу.